# 디지털대성
주식회사 디지털대성(DIGITAL DAESUNG)은 대한민국의 교육 기업이다. 대성학원으로 알려진 대성출판㈜가 2000년 3월 11일에 계열사로 설립하였다.
설립 당시의 이름은 ㈜대성인터넷이며, 2000년 4월 6일 현재의 상호로 변경하였다. 2003년 10월 15일에 상장하였다
대성N스쿨과 다수인학원, 리딩게임 등의 학원 프랜차이징 사업과 대성마이맥, 티치미, 비상에듀 웹 사이트를 통한 온라인 강의 제작 및 판매, 입시 설명회 및 교재 제작 등의 사업을 하고 있다.
대표 강사로는 한석원, 이명학, 박광일 등이 있다.

## 연혁
- 2000년 3월 10일: 대성출판㈜, ㈜대성인터넷 설립 (자본금 10억원)
- 2000년 3월 10일: 초대 대표이사 최진영 취임.
- 2000년 4월 6일: 주식회사 디지털대성으로 상호 변경.
- 2000년 5월 22일: 벤처기업 등록 (벤처캐피탈투자기업)
- 2000년 7월 14일 제1회 온·오프라인 수능 모의고사 실시
- 2000년 8월 7일: 대성N스쿨(학원 프랜차이징) 런칭
- 2000년 10월 18일: 출판사 등록
- 2001년 8월 12일: 제1회 한국학력인증시험 (KSAT) 시행
- 2002년 3월 17일: 제1회 대성외고대비전국모의고사 시행
- 2002년 6월 14일: 한국전산업협동조합 가입
- 2002년 4월 18일: 소프트웨어사업자 신고(한국소프트웨어산업협회)
- 2003년 2월 10일: 물류센터 확장이전 (경기도 파주시)
- 2003년 2월 25일: 온라인 동영상강의 서비스 개시
- 2003년 3월 1일: 대성초등제넥스 가맹분원 모집 시작
- 2003년 10월 17일: 한국증권업협회 등록
- 2004년 4월 22일: 통신판매사업자 신고
- 2005년 3월 1일: 독서교육프로그램 리딩게임 런칭
- 2005년 6월 7일: 리딩게임 서초본원 설립
- 2006년 4월 11일: 입시단과학원 및 동영상강의 사업을 위한 자회사 설립 (㈜대성마이맥)
- 2006년 10월 10일: ㈜능률교육과 학원사업 추진을 위한 투자협정 양해각서(MOU) 체결
- 2006년 11월 1일: ㈜능률교육과 5:5 투자비율로 ㈜에듀피플 설립
- 2007년 7월 18일: 대성N스쿨 직영점(금천) 오픈
- 2007년 8월 27일: 대성N스쿨 직영점(마포) 오픈
- 2007년 10월 10일: 대성N스쿨 직영점(천안) 오픈
- 2007년 11월 1일: 다수인 직영점(서초) 오픈
- 2007년 11월 22일: 통신판매사업자 재신고
- 2007년 11월 26일: 대성초등제넥스 직영점(일산) 오픈
- 2007년 12월 1일: 대성N스쿨 직영점(송파) 오픈
- 2007년 12월 3일: 다수인 직영점(평촌) 오픈(대성마이맥으로부터 영업양수함)
- 2007년 12월 6일: 다수인 직영점(화정) 오픈
- 2007년 12월 26일: 공동 출자를 통해 ㈜프리로스쿨인코퍼레이션 설립(로스쿨 입시전문학원)
- 2008년 2월 21일: 대성N스쿨 직영점(의정부) 오픈
- 2008년 7월 28일: 대성N스쿨 직영점(부산) 오픈
- 2008년 7월 30일: 대성N스쿨 직영점(포항) 오픈
- 2008년 8월 1일: 대성N스쿨 직영점(시화) 오픈
- 2008년 11월 12일: 대성학원 직영점(부산재수) 오픈
- 2009년 6월 26일: 대성N스쿨 직영점(시흥) 오픈
- 2009년 7월: 삼성유니스쿨 인수
- 2010년 12월 31일: ㈜대성마이맥 합병
- 2011년 1월 20일: 통신판매사업자 재신고
- 2011년 2월: SK텔레콤과 투자협정 양해각서(MOU) 체결
- 2011년 11월 25일: 학원 사업 업체 ㈜티치미 인수. 티치미 웹 사이트 운영 시작.
- 2012년 4월 12일: 이러닝사업부 계열사 ㈜티치미 폐업
- 2012년 11월 8일: ㈜비상교육으로부터 비상에듀 웹 사이트 5년간 운영권 인수. (3년 계약, 2년 연장 가능)
- 2013년 2월 22일: 최진영 대표이사 사임 예정으로 이사회, 김희선 부사장 신임 대표이사 선임 결의.
- 2013년 3월 1일: 최진영 대표이사 사임. 김희선 부사장, 대표이사 취임(2대).

## 계열사
- ㈜대성마이맥[4]
- ㈜프리로스쿨인코퍼레이션
- ㈜티치미[5]

## 공정거래위원회 적발
2011년 10월 5일, 디지털대성은 수능 온라인 강의 판매 전문 사이트 '대성마이맥'의 운영에서 청약철회 기간을 법정기간 보다 짧게 하여 소비자의 권리를 제한한 사실이 공정거래위원회에게 적발되었다. 또한 대성마이맥은 '중도 계약해지에 따른 위약금 및 환급금 안내 없음'이 문제가 되었다. 이후 디지털대성은 600만원의 과태료를 지불하였다.

## 수강후기 논란
디지털대성의 수능 온라인 강의 판매 전문 사이트 '대성마이맥'과 '비상에듀'는 수강후기를 관리자의 확인 후에 등록하는 절차로 인해 논란이 되고 있다. 대성마이맥의 경우 수강후기를 등록시에 '수강후기는 등록절차를 거쳐 등록됩니다'라는 알림을 표시하고 있는데, 자사 강사의 강의를 비판적으로 평가한 수강후기는 등록 처리를 무기한 지연하여 사이트 내에 노출시키지 않는 점이 문제가 되고 있다. 또한 비상에듀 역시 수강평을 등록시에 관리자의 확인이 있은 후에 등록이 되는 절차를 거쳐 자사에게 유리한 수강평만 노출한다는 논란이 되고 있다.

## 누리집
- 디지털대성
- 대성N스쿨
- 대성독서논술 리딩게임
- 다수인학원
- 대성마이맥
- 티치미
- 비상에듀